# カサゴ
カサゴ （鮋・笠子・瘡魚、Sebastiscus marmoratus） は、スズキ目フサカサゴ科（あるいはメバル科）に属する魚類の標準和名。
全長30センチメートル。日本近海を含む太平洋西部の暖海域に分布し、沿岸の岩礁や海中林などに生息する。食用魚としてさまざまな料理に用いられる。

## 名称

### 学名
学名（ラテン語）のうち属名の Sebastiscus （セバスティスクス）は、ギリシア語の Σεβαστός （sebastos、セバストス、「尊厳」の意）に由来する合成語で、西欧人名 Sebastian （音訳例：セバスチャン、セバスティアン）と同根である。種小名 marmoratus （マルマラトゥス）は、大理石（マーブル）ラテン語 marmor （マルモル、en:marble）に由来。

### 和名

#### 標準和名
和名は、頭部が大きく、笠をかぶっているように見えることから起こった俗称「笠子」に由来すると考えられている。一方、皮膚が爛（ただ）れたように見えることから、「皮膚病にかかって瘡（かさ。かさぶた）ができたような魚」との意味での「瘡魚」が語源であるとする説もある。「笠子」「鮋」「瘡魚」は漢字表記としてともに存在する。

#### 地方名
日本の方言名には、大きなものを「デカガシラ」、関西地方の「がしら」「がし」、山陰地方（鳥取・島根）の「ぼっか」、島根の「ぼっこう」、岡山の「あかめばる（赤眼張）」「あかちん」、四国徳島の「ががね」、瀬戸内海西部沿岸地方（広島・愛媛など）の「ほご」、九州は宮崎の「ががら」「ほご」、および、長崎・熊本・鹿児島の「あらかぶ」「がらかぶ」「がぶ」などがある。

### 各国語名
英語名の marbled rockfish （音訳例：マーブルド・ロックフィッシュ）は「大理石模様の、岩礁の魚」との語義である。

## 形態
最大で全長30センチメートル、体重2.8キログラム。IGFAによると、最大体重を記録した個体は1996年に新島（東京都）で釣り上げられたものである。ただし当時、より大型になるウッカリカサゴと識別されていたかどうかは不明である。タックルレコードの種名は「Kasago」とのみ表記されている。
体色は普通、赤色から褐色地に不規則な形状の薄色斑が見られるが、体色や模様は生息環境や個体により変異がある。近縁のメバルに比べて相対的に体の断面が丸く側扁は弱く、眼が小さく、口が大きい。
浅い所に棲むカサゴは岩や海藻の色に合わせた褐色をしているのに対し、深い所に棲むカサゴは鮮やかな赤色である。赤色光の吸収と残留青色光の拡散が起こる海中、すなわち青い海の中では、赤色系の体色は環境の青色光と相殺されて地味な灰色に見えるため、これは保護色として機能する。赤い光は海の深い所まで届かないので、赤い色をしたカサゴは敵や獲物から見つかりにくい。これは深海における適応の一つで、実際、深海生物には真っ赤な体色のものが多く見られる。
外部形態が酷似する近縁種のウッカリカサゴ S. tertius との識別は混乱していたが、両者は体表の白点のふちどりの有無などが異なる別種である。
鰭や頭部の棘に毒腺を持つ。この棘に人が刺されると痛むことで知られるが、毒の強さについては文献により、ないとするものや、弱い毒とするもの、重症では呼吸困難などを伴うとするものなど、評価が分かれる。

## 生態

### 分布
日本の北海道南部から朝鮮半島、中国、台湾、フィリピンまでの海域に分布する。

### 生息環境
海岸近くから水深200メートルくらいまでの岩礁域に生息する。メバルほど泳ぎ回らず、海底で生活することが多い。昼は物陰に潜み、夜になると餌を探して泳ぎ出す。

### 食性
肉食性。ゴカイ、甲殻類、小魚などを大きな口で素早く捕食する。

### 繁殖
卵胎生。体内受精を行い、卵ではなく仔魚を産む。秋に交尾したメスは1- 3ヶ月後くらいに数万尾の仔魚を生む。ただし母胎の仔魚はヒトのように母体とへその緒でつながれるわけではなく、自身が持つ卵黄の栄養分で育つ。なお、同じフサカサゴ科のメバルも胎生であるが、オニカサゴなどは卵生である。
伊豆半島周辺におけるカサゴを用いた研究では、産仔生態として産仔時期が11 - 3月、1回の産出仔魚数は1,000 - 94,000尾で平均産仔数が26,000尾、産仔回数は2回で産仔間隔が13 - 22日間であることがわかっている。

## 人間との関わり

### 民俗
日本においては江戸時代、勇ましい姿が武家に好まれ、端午の節句に飾られる縁起の良い魚の一つであった。

### 釣り
日本では釣りの対象魚としてなじみ深く、穴釣り仕掛けで根がかりに注意すれば防波堤や岩場からも比較的簡単に釣れる。特に夜活発で動くものに襲いかかるため、釣り餌も生きたスジエビ、イソメ、イカの切り身、小魚などが使われる。
メバルやアイナメとともに、根魚の代表格である。船釣りの対象魚としても人気があり、東京湾・相模湾ではサバの切り身を餌にした胴突き仕掛けで手軽に釣れる。また、最近ではソフトルアーを使ったルアーフィッシングの好対象魚となり、比較的容易に釣れることから「ロックフィッシュゲーム」と称され、人気が出ている。ルアーの中ではミノーやソフトルアーが良いとされる。
カサゴは遊泳性が低く移動が活発でない魚である。このため、あるエリアでいったん釣られると余所からの流入による個体数回復が進みにくく、“釣られ尽くし”の状態が起きやすい。これは釣り人の集中する都市近郊で特に顕著であり、同じ傾向を持つ魚であるクロソイ、ムラソイ等と共に、各漁協、公益法人、地方自治体等による種苗養殖・放流が行われている。

### 食材
カサゴおよびその近縁の魚は、外見はグロテスクではあるが、締まりがよい白身に脂がのっていて非常に美味のため、和・洋ともにさまざまな料理に使われる。和食では鍋料理・潮汁・味噌汁といった汁ものや煮付け、塩焼きが好まれ、小振りであれば唐揚げとしても多く食される。また、頭が大きく歩留まりこそ悪いが刺身や握り寿司にもされる。洋食であればブイヤベースやアクアパッツァなど。

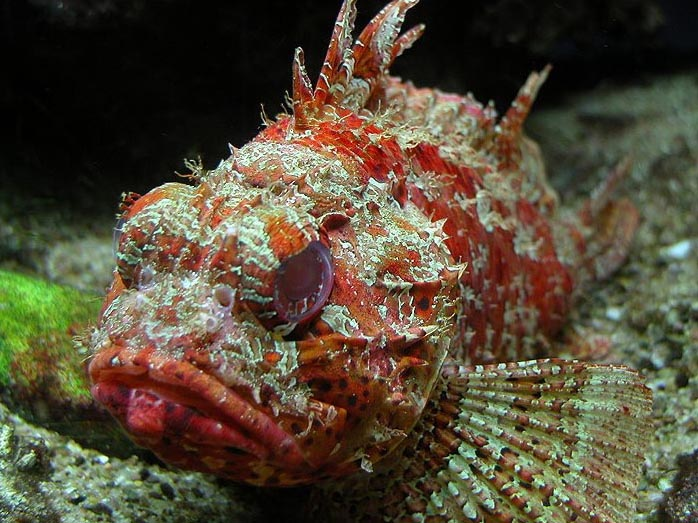
フサカサゴ属の一種、Scorpaena scrofa。
カサゴではなく近縁の別属であるが、怪獣のガラモンに通じる面構えは同じ。

### 大衆文化
- ガラモン - 特撮テレビ番組『ウルトラQ』に登場する怪獣ガラモンの顔のデザインは、真正面から見たときのカサゴの顔に着想を得て起こされている。例えば、顔の幅と変わらない大きさがあり、肉厚の唇と口角の下がった様子が特徴的な口など、両者の印象は酷似している。